# Ивуар (Бельгия)
Ивуа́р — коммуна в Валлонии, расположенная в провинции Намюр, округ Динан. Принадлежит Французскому языковому сообществу Бельгии. На площади 56,84 км² проживают 8450 человек (плотность населения — 149 чел./км²), из которых 48,83 % — мужчины и 51,17 % — женщины. Средний годовой доход на душу населения в 2003 году составлял 12 393 евро.
Почтовый код: 5530. Телефонный код: 082.

## Ссылки

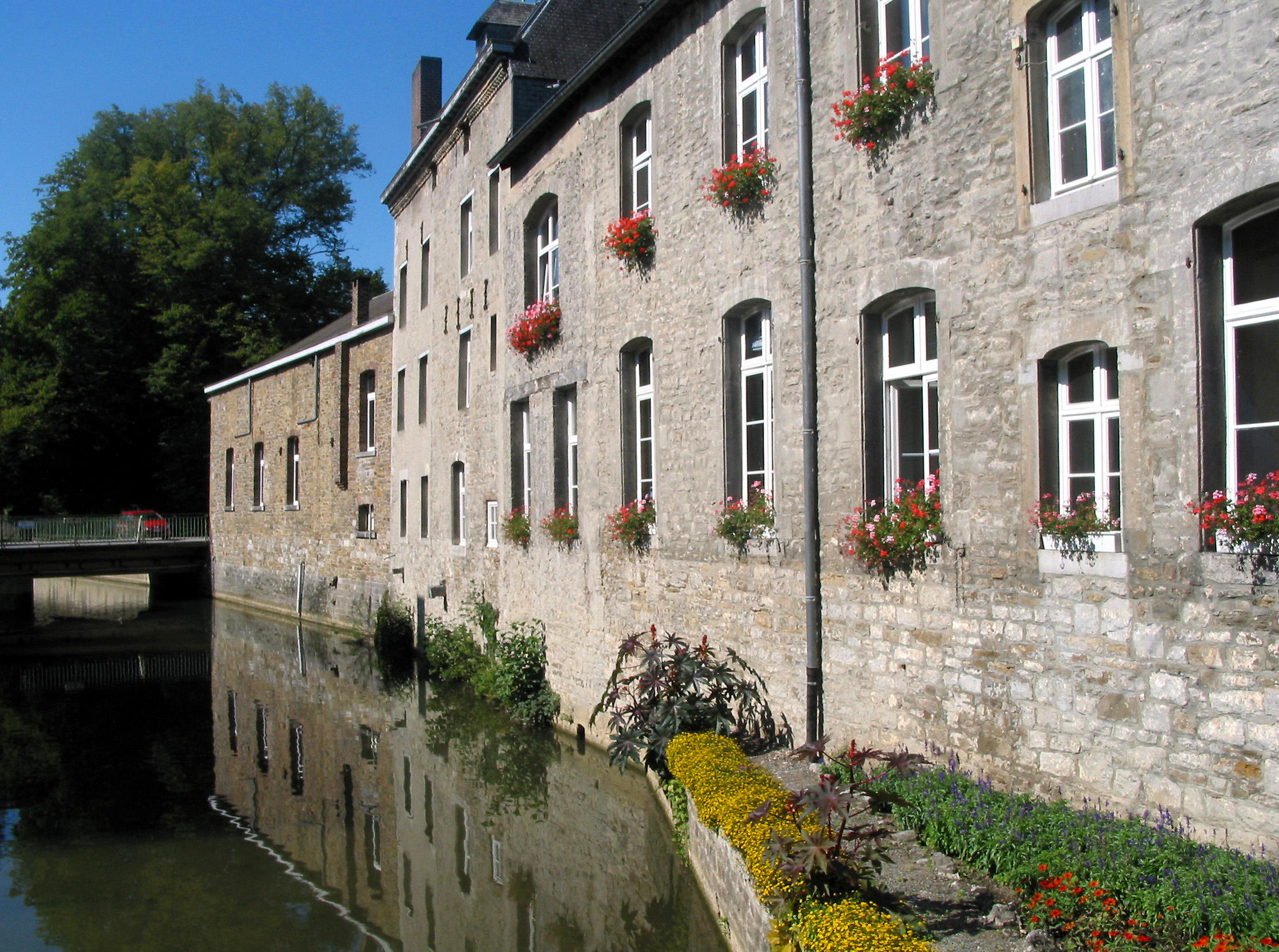
Ивуар, Река Бок неподолёку южного крыла общественного дома.

## Города-побратимы
- Атюр (Франция, с 1990)